# 矢吹病院 (山形市)
矢吹病院（やぶきびょういん）は、山形県山形市にある医療機関。医療法人社団清永会が運営する病院である。法人理念は-可能性を信じる医療-。

## 概要
1933年（昭和8年）に外科専門病院として山形市の中心部に開設された。1970年代後半までは一般外科や外傷の診療を中心に地域の救急患者も多く受け入れた。その後、1977年（昭和52年）に腎血液透析を開始、1979年（昭和54年）に矢吹病院と名称を変更した。2001年（平成13年）に49床の腎透析センターを設置し、現在は腎障害の検査、進行予防と治療、慢性腎不全の透析治療、腎移植の情報提供と移植後の経過観察などを行う腎臓病専門病院となっている。透析ベット数は84床。
長らく山形市中心部の本町が拠点であったが、施設の老朽化、隣接道路拡幅などの諸事情から2013年（平成25年）、山形市西部の嶋地区に移転した。移転時にバスキュラーアクセスセンターを新設し山形県内外の患者のバスキュラーアクセストラブルに対応している。また、栄養指導にも力を入れており、1階に設置したカフェレストランマルマーレでは、健康食の提供を行っているほか患者と家族を対象とした栄養教室や料理教室を定期的に開催している。
新病院は東日本大震災の経験を生かし自家発電装置を設置、災害時にも透析室、外来、病棟を含むすべての機能を維持できるようにしている。現在の建物の設計は株式会社ハル建築研究所。2017年（平成29年）8月、やまがた健康企業宣言事業所として登録されている。

## 沿革
- 1933年（昭和8年）   - 矢吹外科病院として開院。
- 1979年（昭和54年） - 名称が現在の矢吹病院に変更される。
- 2003年（平成15年） - 医療法人設立。正式名称が医療法人矢吹病院となる。
- 2004年（平成16年） - 法人名称が変更となり、正式名称が医療法人社団清永会矢吹病院となる
- 2013年（平成25年） - 矢吹病院が嶋地区へ移転。かつての矢吹病院の建物は本町矢吹クリニックとなった。

## 診療科
- 内科
- 外科
- 腎臓内科
- 整形外科
- 放射線科
- 消化器内科
- 心療内科
- リハビリテーション科

## 専門外来
専門外来として腎臓病専門外来、食事療法外来、腹膜透析外来、在宅血液透析外来、ペースメーカー外来、消化器内科外来、バスキュラーアクセス外来、移植外来、女性内科外来、禁煙外来、セカンドオピニオン外来、睡眠時無呼吸外来も行っている。

## 施設認定
- 日本透析医学会専門医制度認定施設
- 日本腎臓学会研修施設
- 日本腎臓財団透析療法従事職員研修実習指定施設
- 日本アクセス研究会研修施設

## アクセス
- 車
  - JR奥羽本線山形駅から約20分[2]。
  - JR奥羽本線羽前千歳駅より約10分[2]。
  - JR左沢線東金井駅より約10分[2]。
  - 山形自動車道山形北インターチェンジより約20分[2]。
  - 東北中央自動車道山形中央インターチェンジより約10分[2]。
- バス
  - JR奥羽本線山形駅より約25分（桧町・嶋経由　山形病院行き「嶋ショッピングタウン」バス停下車→徒歩1分[2]。

駐車場台数178台

## 周辺
- ヨークタウン嶋
- 嶋遺跡公園
- フレスポ山形北

## 関連施設
- 本町矢吹クリニック
- 天童温泉矢吹クリニック
- 南陽矢吹クリニック
- くわのまちデイサービス